# Pistoia Basket 2014-2015
Questa voce raccoglie le informazioni riguardanti il Pistoia Basket 2000 nelle competizioni ufficiali della stagione 2014-2015.

## Stagione
La stagione 2014-2015 del Pistoia Basket 2000 sponsorizzata Giorgio Tesi Group, è la 2ª nel massimo campionato italiano di pallacanestro, la Serie A.

## Roster
Aggiornato al 13 gennaio 2017.
| Giorgio Tesi Group Pistoia 2014-15 | Giorgio Tesi Group Pistoia 2014-15 |
| Giocatori                          | Staff tecnico                      |
| ---------------------------------- | ---------------------------------- |

| N. | Naz.                                     | Ruolo | Nome               | Anno | Alt.   | Peso   |  |
| -- | ---------------------------------------- | ----- | ------------------ | ---- | ------ | ------ |  |
| 00 | Stati Uniti (bandiera)                   | C     | Tony Easley        | 1987 | 208 cm | 91 kg  |  |
| 4  | Stati Uniti (bandiera)                   | AP    | Gilbert Brown      | 1987 | 198 cm | 98 kg  |  |
| 5  | Italia (bandiera)                        | G     | Daniele Cinciarini | 1983 | 194 cm | 87 kg  |  |
| 6  | Stati Uniti (bandiera)                   | GA    | C.J. Williams      | 1990 | 196 cm | 102 kg |  |
| 8  | Italia (bandiera)                        | PG    | Martino Mastellari | 1996 | 193 cm | 93 kg  |  |
| 9  | Italia (bandiera)                        | PG    | Davide Moretti     | 1998 | 188 cm | 71 kg  |  |
| 11 | Stati Uniti (bandiera)                   | AP    | Landon Milbourne   | 1987 | 201 cm | 96 kg  |  |
| 12 | Argentina (bandiera) · Italia (bandiera) | P     | Ariel Filloy (C)   | 1987 | 190 cm | 85 kg  |  |
| 13 | Italia (bandiera)                        | AC    | Valerio Amoroso    | 1980 | 204 cm | 107 kg |  |
| 14 | Italia (bandiera)                        | AG    | Luca Severini      | 1996 | 204 cm | 92 kg  |  |
| 15 | Italia (bandiera)                        | PG    | Tommaso Bianchi    | 1996 | 192 cm | 77 kg  |  |
| 18 | Italia (bandiera)                        | C     | Daniele Magro      | 1987 | 208 cm | 105 kg |  |
| 21 | Stati Uniti (bandiera)                   | P     | Langston Hall      | 1991 | 191 cm | 82 kg  |  |
| 43 | Stati Uniti (bandiera)                   | C     | Linton Johnson     | 1980 | 203 cm | 93 kg  |  |

| Allenatore                                                     |
| - Paolo Moretti                                                |
| Assistente/i                                                   |
| - Nessuno Legenda - (C) Capitano - (IN) Inattivo - Infortunato |

## Mercato

### Sessione estiva
| Acquisti | Acquisti           | Acquisti           | Acquisti      | Acquisti |
| R.       | Nome               | da                 | Modalità      |          |
| -------- | ------------------ | ------------------ | ------------- | -------- |
| A        | Gilbert Brown      | Canton Charge      | definitivo    |          |
| P        | Ariel Filloy       | Pall. Reggiana     | definitivo    |          |
| AP       | C.J. Williams      | L.A. D-Fenders     | definitivo    |          |
| AG       | Luca Severini      | Virtus Siena       | definitivo    |          |
| C        | Daniele Magro      | Reyer Venezia      | definitivo    |          |
| P        | Langston Hall      | Mercer Bears       | definitivo    |          |
| G        | Daniele Cinciarini | Sutor Montegranaro | definitivo    |          |
| AG       | Landon Milbourne   | [ Paniōnios        | definitivo    |          |
| C        | Linton Johnson     | Pall. Varese       | definitivo    |          |
| P        | Lorenzo Saccaggi   | Fulgor L. Forlì    | fine prestito |          |
| PG       | Davide Moretti     | Stella Azzurra     | definitivo    |          |

| Cessioni | Cessioni         | Cessioni             | Cessioni       | Cessioni |
| R.       | Nome             | a                    | Modalità       |          |
| -------- | ---------------- | -------------------- | -------------- | -------- |
| PG       | Brad Wanamaker   | Bamberger            | fine contratto |          |
| C        | Ed Daniel        | Pall. Varese         | fine contratto |          |
| AP       | Deron Washington | Free agent           | fine contratto |          |
| AC       | Giacomo Galanda  |                      | ritirato       |          |
| AP       | Riccardo Cortese | Scandone Avellino    | fine contratto |          |
| G        | Kyle Gibson      | Virtus Roma          | fine contratto |          |
| PG       | Guido Meini      | Trapani Shark        | fine contratto |          |
| AG       | JaJuan Johnson   | Guandong Chang. Bank | fine contratto |          |
| C        | Davide Bozzetto  | Pall. Pavia          | fine contratto |          |
| G        | Francesco Evotti | Free agent           | fine contratto |          |
| P        | Lorenzo Saccaggi | Casalpusterlengo     | prestito       |          |

### Dopo l'inizio della stagione
| Acquisti | Acquisti        | Acquisti   | Acquisti   | Acquisti |
| R.       | Nome            | da         | Modalità   |          |
| -------- | --------------- | ---------- | ---------- | -------- |
| AC       | Valerio Amoroso | PMS Torino | definitivo |          |
| C        | Tony Easley     | Free agent | definitivo |          |

| Cessioni | Cessioni       | Cessioni   | Cessioni                | Cessioni |
| R.       | Nome           | a          | Modalità                |          |
| -------- | -------------- | ---------- | ----------------------- | -------- |
| C        | Linton Johnson | Free agent | risoluzione consensuale |          |